# NE612

Blockschaltbild des NE612

Der NE612 ist eine integrierte Schaltung von Philips Semiconductors, die einen Oszillator und als Mischstufe eine sogenannte Gilbertzelle umfasst.
Der Baustein wird unter anderem in Amateurfunkgeräten eingesetzt, insbesondere im Eigenbau. Er benötigt nur wenige externe Bauteile und deckt die üblichen Amateurfunkbänder bis etwa 500 MHz ab.
Einsatz findet er beispielsweise im Softrock SDR Kit, diversen kommerziellen Elecraft Kits, dem SW+ oder dem Weber Tribander.
Zur Bausteinfamilie des NE612 gehören der NE602, SA602, NE612 und SA612. Alle weisen die gleichen elektrischen Daten auf und unterscheiden sich nur im Temperaturbereich. Mittlerweile ist der Baustein nicht nur im DIL-Gehäuse, sondern auch im SO-Gehäuse verfügbar.